# Nazmi Ziya Güran

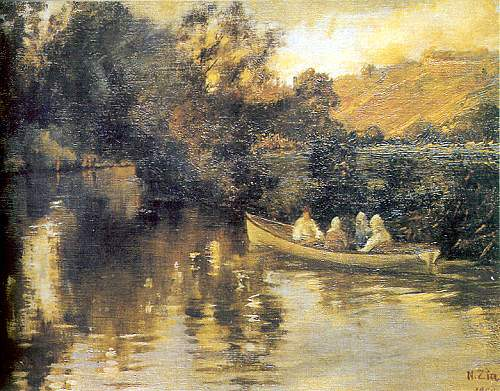
Göksu'da Gezinti, creado por el pintor Nazmi Ziya

Nazmi Ziya Güran (Estambul, Imperio otomano; 1881 – Estambul, Turquía; 11 de septiembre de 1937) fue un pintor impresionista turco.

## Biografía
Nazmi Ziya Güran nació en el barrio de Horhor en Estambul, Imperio otomano. Se graduó en 1901 de la Escuela de Ciencias Políticas, en donde se había matriculado tras haberse opuesto su padre a su deseo de ser artista. Tras la muerte de su padre el mismo año, Nazmi Ziya entró a la Academia de Bellas Artes de Estambul, en donde estudió bajo la dirección de Warnia y Valeri. 
Nazmi Ziya Güran se rebeló contra las reglas del arte académico prefiriendo pintar la naturaleza. La visita del pintor postimpresionista Paul Signac a Estambul le dio a Güran nuevas inspiraciones. Su maestro Warnia no aprobaba la dirección que la pintura de Güran estaba tomando, y por tanto se le negó el diploma en 1907, aunque lo recibiría un año más tarde.
Estudió brevemente en la Académie Julian en París y también con Fernand Cormon, con quien Toulouse-Lautrec había estudiado años atrás. Güran tuvo una exhibición exitosa en 1912 antes de viajar a Alemania y Austria en 1913. Tras su regreso a Turquía trabajó como administrador y profesor de la Academia de Bellas Artes, además de manejar su propio estudio. Al igual de Claude Monet, Güran pintaba el mismo tema a diferentes horas del día para estudiar el efecto del cambio de luz.